# Толминска бригада
Толминска народноослободилачка бригада формирана је наредбом Оперативног штаба за западну Словенију од 6. октобра 1943. године у селу Церкно, северно од Идрије, од јединица са Толминског војног подручја, и укључена у састав Триглавске дивизије НОВ Словеније.
Приликом формирања бригада је у свом саставу имала три батаљона, од којих је један оперисао у саставу Сошких бригада на десној обали Соче, док су остала два батаљона дејствовала на железничку и путну комуникацију у долини реке Баче, од Свете Луције до Подбрда, тако да је овај део пруге био у октобру потпуно неупотребљив за окупатора. У октобру је садејствовала Седмој бригади „Франце Прешерн” у ликвидацији немачких упоришта у селу Давчи, Лесковецу, Јаворју, Хотављу и осталима у Пољанској долини, Горењска.
Бригада је 25. октобра 1943. расформирана, а њено људство распоређено је, највећим делом, у бригаду „Франце Прешерн”.